# Douzat
Douzat település Franciaországban, Charente megyében. Lakosainak száma 432 fő (2022. január 1.). Douzat Asnières-sur-Nouère, Échallat, Hiersac, Mérignac, Moulidars és Saint-Amant-de-Nouère községekkel határos.

## Népesség
A település népessége az elmúlt években az alábbi módon változott:
| Lakosok száma | 322  | 332  | 367  | 321  | 459  | 477  | 469  | 440  | 434  | 432  |
|               | 1968 | 1982 | 1990 | 2006 | 2013 | 2015 | 2017 | 2019 | 2020 | 2022 |